# イムヌス
イムヌス（羅：hymnus）はキリスト教のカトリック教会の聖歌の一つ。和訳では「讃歌」「頌」。本来、en:hymnusは宗派を問わず使う語だが日本語では、カトリックでは讃歌ないしイムヌス、プロテスタントでは讃美歌と呼ぶことが多い。

## 概要
初期キリスト教においては、聖歌の大半が讃歌であったとされ、キリストや聖人を讃美するためのものであった。
シリアからギリシアを通ってローマ、ミラノ、その他の地方の聖歌へ受け継がれていったが、特にシリア教会に於いて整備されたとされる。イムヌスというラテン語はギリシア語の「ὕμνος （ユムノス）」に由来する。
詩は聖書以外から採られた（作詞された）散文詩で非常に多くの曲があり、またこの理由によってセクエンツィアもイムヌスの一種とされる事がある。歌い方はディレクトと呼ばれる直行唱が多く、聖務日課の各課で歌われた。また、「テ・デウム」もイムヌスの一種と考えられるが、これは独立した曲種として捉えられることが多い。
現在でも作曲されていて多くの著名な作曲家が曲を残している。

### プロテスタント
プロテスタントはカトリック教会のラテン語聖歌を排除したが、ルター派の「讃美歌（コラール）」の原型はイムヌスであった。

## 著名な曲
- "Pange lingua" 「パンジェ・リングァ（舌よ歌え）」
- "Ave, maris stella"「アヴェ・マリス・ステラ（めでたし、海の星）」
- "Ubi caritas"「ウビ・カリタス（愛あるところに神ありて）」
- "Veni, Creator spiritus"「ヴェニ・クレアトール・スピリトゥス（来たれ、創造主たる聖霊よ）」